# ان‌جی‌سی ۱۲۵
ان‌جی‌سی ۱۲۵ (به انگلیسی: NGC 125) یک کهکشان عدسی با قدر ظاهری ۱۴٫۲ است که در صورت فلکی ماهی قرار دارد.